# Suzuki SV650

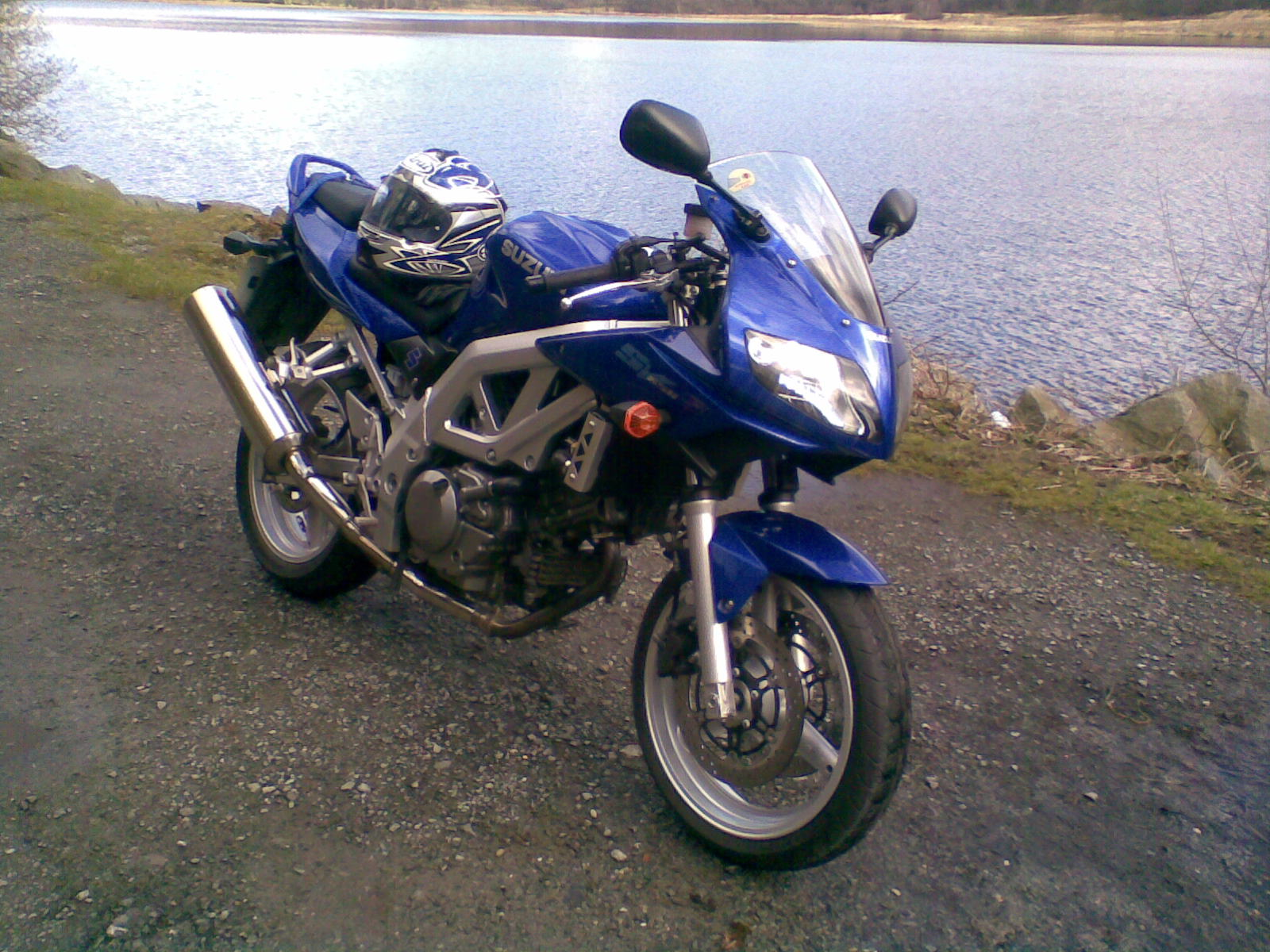
2003 Suzuki SV650S

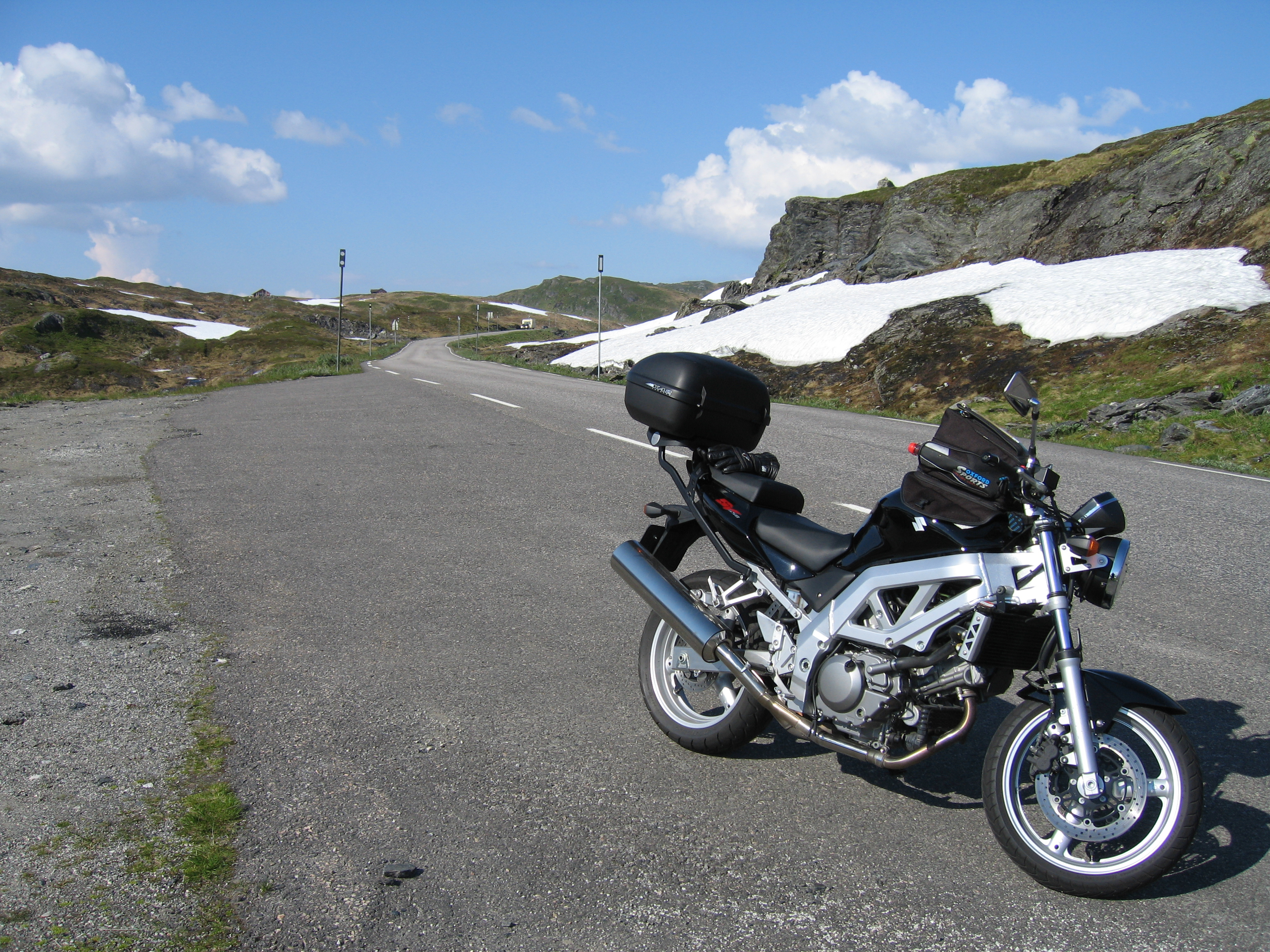
2004 Suzuki SV650

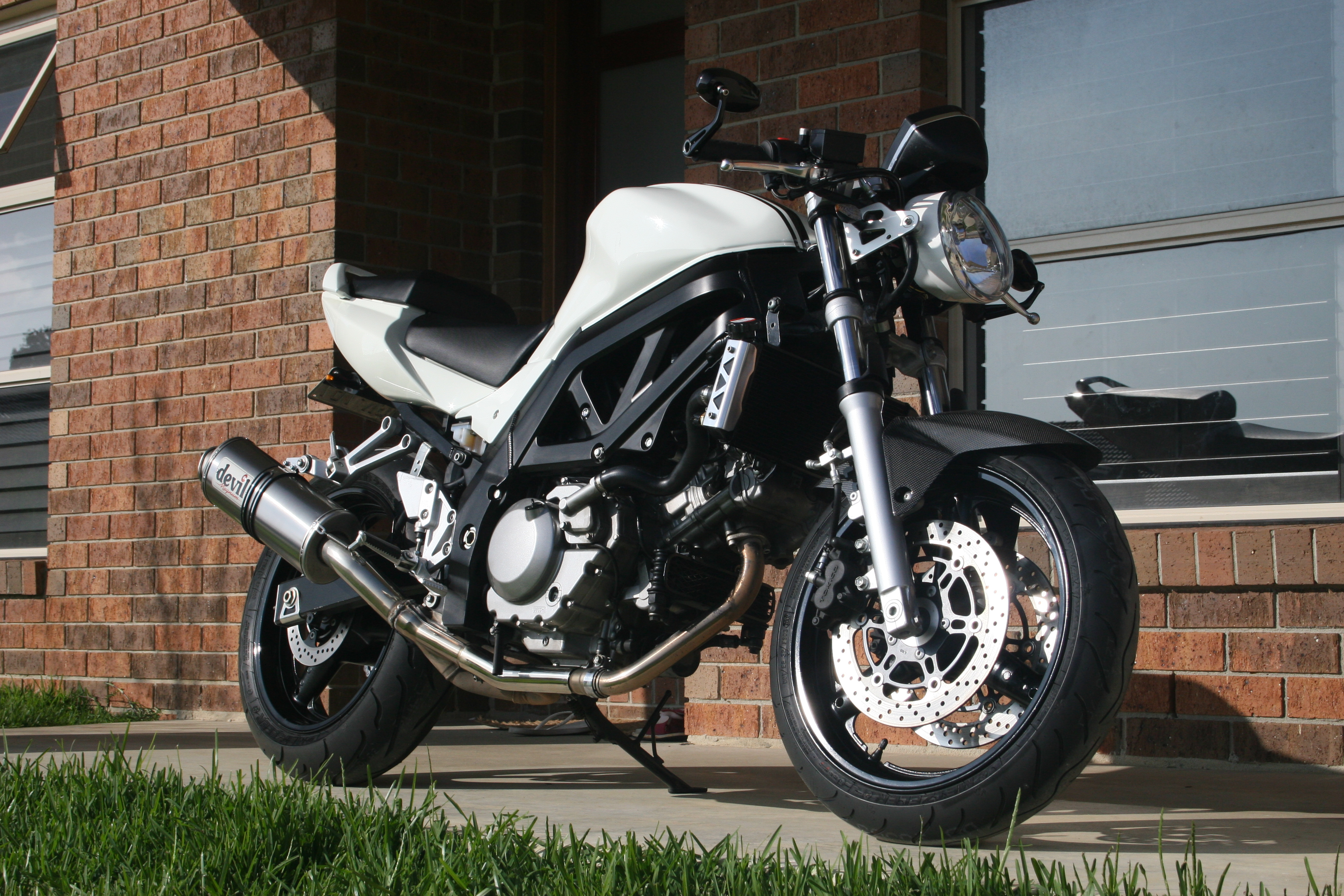
2008 SV650

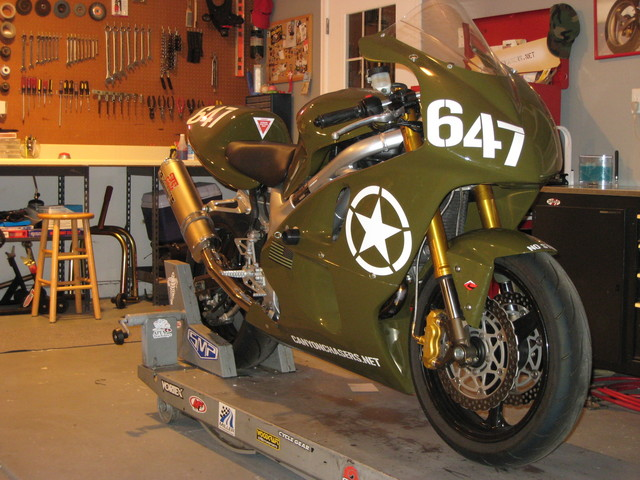
2001 SV650 voorbereid op een race

De Suzuki SV650 en varianten zijn straatmotorfietsen die sinds 1999 door de Suzuki Motor Corporation voor de internationale markt zijn gemaakt. De SV650 behoort tot de standaard/"naakte" klasse en de SV650S behoort tot de sportmotor klasse. De motoren werden van 1999 tot 2012 geproduceerd. In 2016 herstarte Suzuki fabricage. Alle modellen hebben een V-twin motor (2 cilinders in V-configuratie) met middelmatige cilinderinhoud. In 2009 verving Suzuki de SV650 door de SFV650 Gladius. In 2016 werd de Gladius naam stopgezet en in 2017 bracht Suzuki de SV650 terug in productie.

## Eerste generatie (1999–2002)
Suzuki bracht in 1999 de SV650 uit als een "naked bike" (een motor zonder stroomlijnkuip) voor beginners. Suzuki maakte eveneens een versie met een volledige stroomlijnkuip, de SV650S. De motor bood een sportieve doch beheersbare manier van rijden. De combinatie van het lichte gewicht, het stijve chassis, de stabiele wegligging en de grote koppel sprak zowel beginners als ervaren motorrijders aan. De SV1000 werd op de markt gebracht in 2003 als een groter alternatief voor de tweede generatie SV650. 
De SV650 werd onmiddellijk populair. De Amerikaanse markt miste echter de sportievere "S-versie" met lager stuur, hogere voetsteunen, café-stroomlijnkuip en windscherm, die wel in de Europese en Canadese markten beschikbaar waren. Amerikaanse motormagazines schreven zelfs artikels over hoe deze motoren te importeren in de VS. In 2000 begon Suzuki de SV650S in de VS te verkopen.  
De SV650 met zijn relatief lage prijs en uitstekende rijeigenschappen werd populair bij racers, dit gaf aanleiding tot een heropkomst van lichtgewicht 2 cilinder races in de VS. De SV650 begon de Suzuki GS500, Honda NT650 en Kawasaki Ninja 500R uit de markt te verdringen.

## Tweede generatie (2003–2012)
In 2003 bracht Suzuki een nieuwe versie uit met een nieuw spuit-gegoten vakwerk chassis, stroomlijnkuip, achterbrug (met een herziene remklauw houder), uitlaat, snelheidsmeter en elektronisch brandstof-inspuitingssysteem (ter vervanging van de carburateur).
Sommige onderdelen van de eerste generatie konden ook op de 2003 versie gebruikt worden (zoals de voetsteunen/rempedaal/schakelpook en radiator). Het subframe (apart deel van het chassis) staat onder een scherpere hoek dan versies van 2004 of later. Dit subframe heeft onderdelen specifiek voor dat jaar, zoals het zadel, plastieken chassis afdekkappen, uitlaatophanghaken en passagiersvoetsteunen.  
Sinds 2004 gebruikt Suzuki een nieuw subframe dat 40 mm lager is en een zadel dat vooraan smaller is. Dit maakt het makkelijker voor kleinere motards om de voeten plat op de grond te krijgen. Het caster/voorspoor werd 2 mm groter en het achterspatbord werd vernieuwd om dit deel er netter uit te laten zien en om meer te beschermen tegen opgeworpen straatvuil.  
In 2005 werd de kleur van het chassis veranderd van zilver naar matzwart en werd de radiateur verkleind van 440 mm naar 410 mm. 
In 2007 kregen de SV650 en SV650S twee bougies per cilinder, een uitlaatsensor (voor modellen verkocht in California omwille van milieuregulatie) en optioneel ABS-systeem.
In 2008 kwamen de SV650 Sport (verkocht in het Verenigd Koninkrijk) en SV650SF uit (verkocht in de Verenigde Staten, de SV650S werd niet langer in de VS verkocht) met een completere stroomlijnkuip.
In september 2008 bracht Suzuki Australië de SV650SU uit, een versie van de SV650S met minder vermogen (door ont-tuning), om hun assortiment motorfietsen uit te breiden dat voldoet aan het Learner Approved Motorcycle Scheme (LAMS) (de motorfietsen toegelaten voor leerlingchauffeurs in Australië).
In 2009 verving de SFV650 Gladius de "naakte" SV650 versie (zonder stroolijnkuip) in de VS. De "naakte" SV650 bleef in 2009 wel verkrijgbaar in Canada. De SV650S bleef beschikbaar in de VK en Australië tot 2012.

## Derde generatie (2017)
Het ontwerp van het 2017 model (SV650/A) leek terug meer op de versies van voor de Gladius. Suzuki beweert dat het gewicht met brandstof 195 kg is (niet-ABS versie) tot 197 kg (ABS versie). De motor heeft 4 pk meer en heeft een systeem dat het stilvallen van de motor voorkomt bij lage toeren (low RPM assist), dit maakt de motor makkelijker bestuurbaar voor beginners en tijdens filerijden. De motor voldoet aan Euro 4 emissiewetgeving. Het nieuwe chassis is nauwer en de zithoogte is 785 mm. De tankinhoud is 13,8L of 15,5L (in de VS). Het nieuwe model heeft een voorwiel met twee remschijven en een smaller, lichter gasklephuis. In november 2015 kondigde Suzuki op EICMA aan  dat de SV650 in 2016 zou terugkeren als een product uit het modeljaar 2017. Voorbelastingsregelaars zijn gemonteerd op 2018-modellen.

## Huidige marktsituatie
Motorfietsen met vergelijkbare motorkarakteristieken zijn de Honda CB650F   / Honda CBR650F, Kawasaki ER-6n   / Kawasaki Ninja 650, Triumph Street Triple, Yamaha FZ6R en Yamaha MT-07. Ondanks vergelijkbare specificaties is de SV650 veel goedkoper dan de Ducati Scrambler en KTM 690 Duke .